# Acacia neumanniana
Acacia neumanniana é uma espécie de leguminosa do gênero Acacia, pertencente à família Fabaceae.